# Karl von Holtei
Karl Eduard von Holtei (Breslavia, 24 gennaio 1798 – 12 febbraio 1880) è stato un drammaturgo tedesco.
Attore teatrale dal 1819, nel 1826 scrisse le fortunate farse I Viennesi a Berlino e I Berlinesi a Vienna. Nel 1829 introdusse con Leonore il genere vaudeville in Germania.
Altre sue celebri opere furono Deutsche Lieder (1834), Königslieder (1870) e Vierzig Jahre (1850), autobiografia incentrata sulla vita teatrale della sua generazione artistica.